# Essigsäurenonylester
Essigsäurenonylester ist eine chemische Verbindung aus der Gruppe der Carbonsäureester.

## Vorkommen

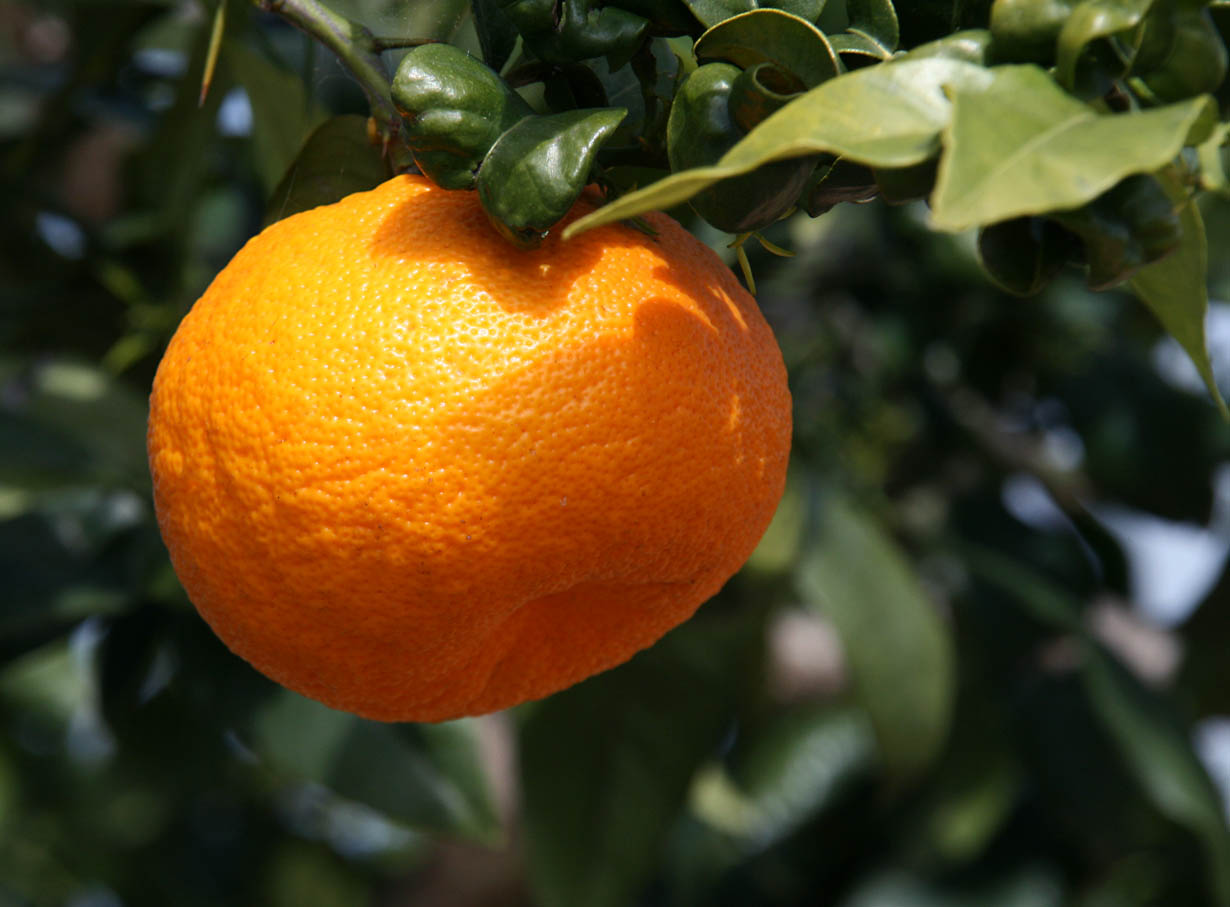
Daidai-Öl enthält Nonylacetat

Essigsäurenonylester kommt natürlich in verschiedenen Naturprodukten und in Backwaren vor. Beispielsweise kommt es in Zitrusölen (Zitronenöl und Daidai-Öl) vor, sowie im Sekret der Dufour-Drüse der Ameisenart Gigantiops destructor und dem Wehrsekret mehrerer Laufkäfer-Arten aus der Gattung Helluomorphoides.

## Gewinnung und Darstellung
Essigsäurenonylester kann durch Reaktion von 1-Nonanol mit Essigsäure gewonnen werden.

## Eigenschaften
Essigsäurenonylester ist eine brennbare, schwer entzündbare, farblose Flüssigkeit mit charakteristischem Geruch, die praktisch unlöslich in Wasser ist. Die Verbindung besitzt einen fruchtigen Geruch und in konzentrierten Form einen bitteren Geschmack.

## Verwendung
Essigsäurenonylester wird als Aromastoff verwendet. In der EU ist es unter der FL-Nummer 09.008 als Aromastoff für Lebensmittel allgemein zugelassen. Daneben wird die Verbindung auch gelegentlich als interner Standard für gaschromatographische Analysen verwendet.

## Sicherheitshinweise
Die Dämpfe von Essigsäurenonylester können mit Luft ein explosionsfähiges Gemisch (Flammpunkt ca. 85–95 °C) bilden.